# Bathyadmetella commando
Bathyadmetella commando är en ringmaskart som beskrevs av Pettibone 1967. Bathyadmetella commando ingår i släktet Bathyadmetella och familjen Polynoidae. Inga underarter finns listade i Catalogue of Life.